# 艾薩·卡特
艾薩·卡特，全名艾薩·厄爾·卡特（Asa Earl Carter，1925年9月4日—1979年6月7日），是一位生於美國阿拉巴馬州安尼斯敦的1950年代三K黨領導者、種族隔離主義演講稿撰寫者以及西部拓荒風格小說家。雖然他有過白人種族主義言論，但卻又宣稱自己有八分之一的印第安血統，真實家世成謎。
他曾在小喬治·華萊士參選阿拉巴馬州州長時為其提出提倡種族隔離的口號，也在多年後化名佛瑞斯特·卡特（Forrest Carter）寫作《惡漢約瑟‧威爾斯》、《少年小樹之歌》等文學作品。《少年小樹之歌》是描寫少年和印地安人祖父母之間的故事，出版時曾標榜是作者親身經歷，但卡特死後，作者的真實身分被人揭露，因而被證明這是誇大不實的宣傳。

## 連結
- 在Find a Grave上的艾薩·卡特
- 艾薩·卡特在互联网电影资料库（IMDb）上的資料（英文）